# Силва, Руй (футболист, 1994)
Руй Тиагу Данташ да Силва (порт. Rui Tiago Dantas da Silva; родился 7 февраля 1994 года в Агуаш-Санташ, Майа, Большой Порту) — португальский футболист, вратарь лиссабонского «Спортинга».

## Клубная карьера
Силва — воспитанник клубов «Майа» и «Насьонал Мадейра». 26 января 2014 года в матче Кубка Португалии против «Лейшойнша» он дебютировал за основной состав. 11 мая в матче против «Жил Висенте» он дебютировал в португальской Примейре.
В начале 2017 года Силва перешёл в испанскую «Гранаду». 6 сентября в матче Кубка Испании против «Сарагосы» Руй дебютировал в стартовом составе. 2 декабря в матче против «Райо Вальекано» он дебютировал в испанской Сегунде. В 2019 году Руй помог клубу выйти в элиту. 17 августа в матче против «Вильярреала» он дебютировал в Ла Лиге.
В июле 2021 года после истечения контракта с «Гранадой», Руй в статусе свободного агента перешёл в другой испанский клуб ― «Бетис». Дебютировал в стартовом составе 14 августа в выездном матче против «Мальорки».

## Международная карьера
В 2013 году Силва в составе сборной Португалии до 19 лет принял участие в юношеском чемпионате Европы в Литве. На турнире он был запасным вратарём.
Летом 2021 года Руй был вызван в национальную сборную Фернанду Сантушем. Он дебютировал, выйдя на поле в стартовом составе в товарищеской игре с командой Израиля 9 июня (4:0). Силва даже попал в итоговую заявку «селесао» на Евро-2020, но не сыграл в этом турнире, поскольку основным голкипером был его тёзка, Руй Патрисиу.

## Достижения
«Реал Бетис»
- Обладатель Кубка Испании: 2021/22

«Спортинг»
- Чемпион Португалии: 2024/25

Сборная Португалии
- Победитель Лиги наций УЕФА: 2024/25